# Paradrillia agalma
Paradrillia agalma é uma espécie de gastrópode do gênero Paradrillia, pertencente a família Horaiclavidae.